# Raymond Smillie
Raymond Smillie est un boxeur canadien né le 18 janvier 1904 à Toronto et mort le 21 avril 1993 à Sault-Sainte-Marie, Ontario.

## Carrière
Champion du Canada de boxe amateur en 1925 dans la catégorie poids welters, il remporte la médaille de bronze aux Jeux d'Amsterdam en 1928 dans cette même catégorie. Après avoir battu Johann Fraberger, Patrick Lenehan et Kintaro Usuda, Smillie s'incline en demi-finale contre l'argentin Raul Landini.

## Palmarès

### Jeux olympiques
- Jeux olympiques de 1928 à Amsterdam[1] (poids welters)